# Antilliaanse Feesten
Antilliaanse Feesten est un festival de musique latine organisé tous les étés, le deuxième week-end d'août depuis 1983 (à l'excéption de l'été 2000) à Hoogstraten, dans la province d'Anvers, en Belgique flamande.

## Caractéristiques
D'une manifestation avec deux groupes, le festival se transforme en un événement où se produisent chaque jour une vingtaine de groupes représentant différents styles musicaux, dont la bachata, la champeta, la cumbia, le dancehall, le kompa, le merengue, le reggaeton, la salsa, le ska, la soca, le soukous, la timba, le vallenato et le zouk.
Les groupes viennent majoritairement des Caraïbes mais aussi d'Amérique latine, d'Afrique, des États-Unis et d'Europe. Le site du festival se compose de trois scènes où l'on joue de la musique en direct, d'une tente de danse et de stands de nourriture et de boissons caribéennes.
La 34e édition d'Antilliaanse Feesten en 2016 a été suivie par environ 38 000 spectateurs.
Entre 1998 et 2007, un Antilliaanse Feesten Indoor s'est aussi déroulée chaque mois de mars au Palais des sports d'Anvers.

## Programmation

### Années 1980
| Année | Programmation                                                                                           |
| ----- | --- |
| 1983  | Electric Ananas, Cosecha                                                                                |
| 1984  | Flash Tropical Steels / Macay, Sensacion Latina                                                         |
| 1985  | GI's Brass International, Quicksilver                                                                   |
| 1986  | Las Chicas Del Can, Trinidad Troubadours, Panvibes Steelband, Bachanal                                  |
| 1987  | Arrow, Bomba, Calypso Rose, Pier' Rosier and Gazoline                                                   |
| 1988  | Wilfrido Vargas, Dédé Saint Prix, Imaginations Brass, Unisono / Heat Heat                               |
| 1989  | Gypsy, Vega Band, Ebony Steelband, July Mateo Rasputin, TC and the Playboys, J.M. Cambrimol & La Maafia |

### Années 1990
(avril 2024).
| Année | Programmation |
| ----- | --- |
| 1990  | Laurel Aitken, Arrow, Ramon Orlando, Tuco Bouzi and Dixie Band, Heartbeat, Caribbean Combo |
| 1991  | Gazolinn', Gabby & Gryner, Bati Kibra, Derrick Morgan, La Gran Manzana, Koropina, Reasons Orchestra, Huracan |
| 1992  | The Skatalites, Coco Band, Exile One, Touch, Opo Doti & A Sa Go, Dixie Band, Massive Chandelier, Tipica Manzana, Grupo Stabiel |
| 1993  | Sierra Maestra, Tabou Combo, Fernando Villalona, Toumpak, Pride, Skiffle Bunch, La Fuerza Mayor, Imaginations Brass |
| 1994  | Academy Brass International, Carlo Jones Fefita La Grande, Fruko & The Latin Brothers, Rico Rodriguez, Roy Cape All Stars, Sampling, Wilfrido Vargas, Yakki Famirie, Diblo Dibala |
| 1995  | Joe Arroyo y La Verdad, Fruko & The Latin Brothers, NG La Banda, Wilfrido Vargas, Original de Manzanillo, Kali, Zaiko Langa Langa, Eclipse Steelband, Orquesta d'Cache, La Muralla, Double Rock Kawina, Rico Rodriguez, Diblo Dibala, Academy Brass International, Sampling, Roy Cape & The Kaiso All Stars, Carlo Jones, Yakki Famirie, Fefita La Grande |
| 1996  | La Charanga Habanera, Grupo Niche, Kinito Mendez, Coco Band, Anacaona, Reasons Orchestra, Taxi Kreol, Antonio Rivas, Andy Palacio |
| 1997  | Oscar d'Leon, Africando, Dan Den, Klimax, Tabou Combo, Los Hermanos Rosario, Son Damas, Alfredo Gutierrez, Bredda David, Blue Ventures, La India Canela |
| 1998  | El Gran Combo, Orquesta Revé, Tabou Combo, Krosfyah, Bana OK |
| 1999  | Celia Cruz, Maraca, José Alberto "El Canario", Alfredo de La Fe, Kassav', Grupo Galé, Kinito Mendez, Banda Chula, Grupo Manía Indoor Festival 1999: Celia Cruz, Grupo Manía, José Alberto "El Canario", Kinito Mendez, Maraca |

### Années 2000
(avril 2024).
| Année | Programmation | Programmation | Programmation |
| Année | Jour 1 | Jour 2 | Indoor Festival |
| ----- | --- | --- | --- |
| 2000  | Pas de festival | Pas de festival | Indoor Festival 2000: Dan Den, Elvis Crespo, Gramacks, Plena Libre |
| 2001  | Sonora Carruseles, Kassav', Sierra Maestra, Fulanito, Puerto Rican Power, Toros Band, Guayacan, Salsa Celtica, Conjunto Chappottin, Samy y Sandra Sandoval, Arnell I Orkesta, Ondrofeni, Joseph Portes, Youth Waves, Garifuna All Stars         | Sonora Carruseles, Kassav', Sierra Maestra, Fulanito, Puerto Rican Power, Toros Band, Guayacan, Salsa Celtica, Conjunto Chappottin, Samy y Sandra Sandoval, Arnell I Orkesta, Ondrofeni, Joseph Portes, Youth Waves, Garifuna All Stars         | Indoor Festival 2001: Alfredo de La Fé - Banda Chula - Grupo Galé - Kassav' |
| 2002  | José Alberto "El Canario", Fulanito, Paulo FG y su Elite, Gabino Pampini, Cana Brava, Binomio de Oro, Manikkomio, X-Plosion, Aramis Galindo, Bose Krioro, Roy Cape All Stars, International Garifuna Band, Champeta All Stars, Luc Leandry      | José Alberto "El Canario", Fulanito, Paulo FG y su Elite, Gabino Pampini, Cana Brava, Binomio de Oro, Manikkomio, X-Plosion, Aramis Galindo, Bose Krioro, Roy Cape All Stars, International Garifuna Band, Champeta All Stars, Luc Leandry      | Indoor Festival 2002: Fulanito - Puerto Rican Power - Toros Band - Salsa Celtica |
| 2003  | (8 août 2003) Square One, NG La Banda, Carimi, Kinito Mendez, Monchy Y Alexandra, Oliver N'Goma, Los de Abajo | (9 août 2003) Guaco, Los Diablitos, Grupo Mania, Square One, Clan 537, App'tijt, Buscemi Live, La Barriada | Indoor Festival 2003: Bamboleo, Mala Fe, Oscar d'Leon, Kassav' |
| 2004  | (13 août 2004) Krosfyah, Fernando Villalona, Gilberto Santa Rosa, Ivan Villazon, Young Cosje, Ricardo Lemvo, Carimi, Awilo Longomba, Internationals, Gabriel Rios, Squadra Bossa Ft. Buscemi                                                    | (14 août 2004) Fruko y sus Tesos, Aventura, Krispy y su Bombazo Tipico, Krosfyah, Ska Cubano, Michele Henderson, Cubanito 20.02, Orlando "Maraca" Valle, Clan 537, K-Liber & MC Farah, The Dill Brothers                                        | Indoor Festival 2004: Amarfis y su bande de Attakke, Guayacan, Juanes, Africando |
| 2005  | (12 août 2005) Wezon, Johnny Pacheco, Carimi, Victor Manuelle, New System Brass, Osvaldo Ayala, Era, Pablo Bachata, Midnight Groovers, Mark Foggo Skasters                                                                                      | (13 août 2005) Carimi, Don Omar, Rikarena, Wezon, Panteón Rococó, Midnight Groovers, Los Gigantes Del Vallenato, Salsa Celtica, Proyecto Secreto, BMW                                                                                           | Indoor Festival 2005: Aventura, Sergio Vargas, Pachito Alonso, K-Liber |
| 2006  | (11 août 2006) Los Corraleros de Majagual, Orishas, Issac Delgado, Triple Kay, Youth X-treme, DJ Chen, App'tijt, Willie Colon, Magic System, T-Vice                                                                                             | (12 août 2006) BMW, Magia Caribena, Krezi Mizik, La 33, Bambu Station, Immo, J-F Ifonge, Paulo FG y su Elite, Amarfis y su bande de Attakke, Jerry Rivera, Triple Kay                                                                           | Indoor Festival 2006: Kassav', Elvis Crespo, Los Van Van |
| 2007  | La India, La Charanga Habanera, Monchy Y Alexandra, Kassav', N'Klabe, Joe Arroyo, Pitbull, Oro Solido, Karamelo Santo, Haila y su Orquesta, Eddy-K, Le Groove, Machel Montano, J-F Ifonge, Combinatie XVI, Inner Visions, Ghetto Flow, BMW Plus | La India, La Charanga Habanera, Monchy Y Alexandra, Kassav', N'Klabe, Joe Arroyo, Pitbull, Oro Solido, Karamelo Santo, Haila y su Orquesta, Eddy-K, Le Groove, Machel Montano, J-F Ifonge, Combinatie XVI, Inner Visions, Ghetto Flow, BMW Plus | Indoor Festival 2007: Carimi, Oscar D'Leon, Youth X-treme |
| 2008  | Grupo Galé, Monchy Y Alexandra, Wisin y Yandel, Gente d'Zona, Carimi, Binomio de Oro, Chichi Peralta, Maravilla de Florida, Djunny Claude, Magia Caribena, 3 Canal, Small Axe Band, T-Strong, Rodry-Go, Rocola Bacalao, ATNG Soca Band          | Grupo Galé, Monchy Y Alexandra, Wisin y Yandel, Gente d'Zona, Carimi, Binomio de Oro, Chichi Peralta, Maravilla de Florida, Djunny Claude, Magia Caribena, 3 Canal, Small Axe Band, T-Strong, Rodry-Go, Rocola Bacalao, ATNG Soca Band          | Grupo Galé, Monchy Y Alexandra, Wisin y Yandel, Gente d'Zona, Carimi, Binomio de Oro, Chichi Peralta, Maravilla de Florida, Djunny Claude, Magia Caribena, 3 Canal, Small Axe Band, T-Strong, Rodry-Go, Rocola Bacalao, ATNG Soca Band |
| 2009  | (14 août 2009) Alex Bello, Magia Caribena, Carlos Vives, Bamboolaz, Desorden Publico, Destra Garcia, Alexander Abreu & Havana d'Primera, Staff des Leaders, DJ Saca la Mois, KLC Clave Cubana, Youth X-treme, DJ Eduardo                        | (14 août 2009) Alex Bello, Magia Caribena, Carlos Vives, Bamboolaz, Desorden Publico, Destra Garcia, Alexander Abreu & Havana d'Primera, Staff des Leaders, DJ Saca la Mois, KLC Clave Cubana, Youth X-treme, DJ Eduardo                        | (14 août 2009) Alex Bello, Magia Caribena, Carlos Vives, Bamboolaz, Desorden Publico, Destra Garcia, Alexander Abreu & Havana d'Primera, Staff des Leaders, DJ Saca la Mois, KLC Clave Cubana, Youth X-treme, DJ Eduardo               |

### Années 2010
| Année | Programmation | Programmation |
| Année | Jour 1 | Jour 2 |
| ----- | --- | --- |
| 2010  | (13 août 2010) K-Liber, Willy Chirino, Mr. Vegas, Wyclef Jean, Triple Kay, Los 4, Tizzy y el a Kru, Maykel Blanco, Cumbia Cosmonauts Young Livity, B.M.W. | (14 août 2010) Michel Batista, Los Rabanes feat. Osvaldo Ayala, Jorge Celedón, Tizzy y el a Kru, Triple Kay, Gwatinik. feat. Tina Ly, Toby Love, La Rouge, La Monareta, Rebels Band, Grupo Extra |
| 2011  | (12 août 2011) Silvio Mora, Yuri Buenaventura, Don Omar, Roy Cape All Stars, Damaru & App'tijt, Choc Quib Town, Kewdy de los Santos, Yumuri, Kuenta y Tambú (KIT), El Micha, Rebels Band | (13 août 2011) Alex Bueno, Werrason, Grupo Galé, Machel Montano, Rebels Band, Punky Donch, Roy Cape All Stars, Queen Ifrica and Tony Rebel, El Médico de la salsa, Sonambulo, La Pinata, Solo Dos |
| 2012  | (10 août 2012) Morgan Heritage, Henry Santos (Aventura, Carimi, Alexander Abreu & Havana d'Primera, Bella Mondo, Celso Piña, Ferre Gola, Destra Garcia, Recruitz Soca Band, Locomondo, KLC Clave Cubana | (11 août 2012) Tony Dize, Diomedes Diaz, Luis Enrique, Destra Garcia, Konata, La Fiesta y Kayente, Locomondo, Kola Loka, Angeles Bendecidos, Xamanek, Staff des Leaders, Punky Donch |
| 2013  | (9 août 2013) Daddy Yankee, Guayacan, Cubaton All Stars, Fulanito, Rikki Jai, The Selecter, Kumbia Queers, Rebels Band, Bomba Estéreo, Freddy Loco feat. Vin Gordon | (10 août 2013) Kassav', Kes the Band, Ce'cile, La Charanga Habanera, Jimmy Saa, Azucar Negra, RKM Y KEN-Y, Shakalewa, Kuenta y Tambú (KIT), Staff des Leaders, Grupo Extra, Kevin Florez. |
| 2014  | (8 août 2014) Osmani Garcia, Grupo Galé, Fay-Ann Lyons, Kassav' and Guests, Salsa Celtica, Duban Bayona & Jimmy Zambrano, 'La Z-One, B.M.W., Kollision Band, Grupo Extra | (9 août 2014) N'Klabe, Fuego, Gente de Zona, Bunji-Garlin, Burning Flames, Carimi feat. Mikabem, Palenka Soultribe, The Skints, Aptijt, Herencia de Timbiqui, Mr. Black, David Kada. |
| 2015  | (7 août 2015) Grupo Niche, Kes the Band, Silvestre Dangond, Mr. Vegas, Tizzy y el a Kru, Popcaan, Laritza Bacallao, Bazurto All Stars, Chacal y Yakarta, Hollie Cook, Kankantrie, Gato Preto, Napalma. | (8 août 2015) Haila Mompié, El Adolescent's Reencuentro, Henry Mendez, Toby Love, Merengue All Stars, El Micha, Cache Royale, Rebels Band, Ghetto Flow, La Dame Blanche, Satisfaction, Extazz, Septeto Nabori. |
| 2016  | (12 août 2016) La 33, Frank Reyes, Kinito Mendez, Locomondo, Rupee, Troy Y La Familia, Nd, Pegasaya, B.M.W. (Brothers Making Wisdom), Nastyplay, New Style, Systema Solar, Zwartwerk. | (13 août 2016) Oscar D'León, Alexander Abreu & Havana d'Primera, Diblo Dibala, Tizzy y el a Kru, B.M.W. (Brothers Making Wisdom), Broederliefde, Cache Royale, Ephrem J, Los Desiguales, Postmen, Typhoon, Young F. |
| 2017  | Baby Lores, Baloji, Blend Mishkin, Divan, Doble R, El Mura Y Su Timbre Latino, Farmer Nappy, Fruko y sus Tesos, Grupo Extra, Impact, J Alvarez, Kassav', Kd Soundsystem, Kenny B, La Dame Blanche, La Inédita, Lina Ice, Marvay, Michel El Buenon, Pegasaya, Rebels Band, Shaggy, Twister El Rey, Wilfrido Vargas, Young Cosje. | Baby Lores, Baloji, Blend Mishkin, Divan, Doble R, El Mura Y Su Timbre Latino, Farmer Nappy, Fruko y sus Tesos, Grupo Extra, Impact, J Alvarez, Kassav', Kd Soundsystem, Kenny B, La Dame Blanche, La Inédita, Lina Ice, Marvay, Michel El Buenon, Pegasaya, Rebels Band, Shaggy, Twister El Rey, Wilfrido Vargas, Young Cosje. |
| 2018  | Acido Pantera, Broederliefde, Carlyn Xp, Carmel Zoum, Ce'cile, Charles King, Daddy Yankee, David Kada, Descemer Bueno, Diblo Dibala, Eddy Kenzo, Ephrem J, Gentz, Grupo Niche, Jacob Desvarieux, Kaï (ex-Carimi), Kumbia Boruka, Nelson Freitas, Original Burning Flames, Tabou Combo, The Dubbeez, Troy, Zalama Crew.          | Acido Pantera, Broederliefde, Carlyn Xp, Carmel Zoum, Ce'cile, Charles King, Daddy Yankee, David Kada, Descemer Bueno, Diblo Dibala, Eddy Kenzo, Ephrem J, Gentz, Grupo Niche, Jacob Desvarieux, Kaï (ex-Carimi), Kumbia Boruka, Nelson Freitas, Original Burning Flames, Tabou Combo, The Dubbeez, Troy, Zalama Crew.          |
| 2019  | | |

### Années 2020

#### 2020–2021
- Éditions annulées en raison de la pandémie de Covid-19 en Belgique[2].

#### 2022
- Gente de Zona, Los Van Van, Kaï, Omara Portuondo,  Olatunji, Javier Vásquez & Mercadonegro, Descemer Bueno, Ephrem J, Ir Sais, Damaru & The Love Messengers, Jesse Royal, Aptjit, Bizzey, Cache Royale, Rodry-Go!, Loco Escrito, Sandro Reyes, Rebels Band, Orquestra Pegasaya, FanatiQ, Stanley Clementina & C-Shaw, Maurino

#### 2023
- Jeudi : Jeon, Belize-It Experience Feat. TR Shine and Friends, Troy.
- Vendredi : Kassav', Grupo Extra, Estrellas De Buena Vista Y Más, Haila, Diblo Dibala, Oswald Band, Damian The Lion, Tsean, Nils Fischer y Timbazo.
- Samedi : Patrice Roberts, Vayb, Fruko y sus Tesos, José Alberto 'El Canario' and Mercadonegro, Belize-It Experience Feat. TR Shine & Friends, Chocolate Remix, Rootsriders, Passion, Quique, Ricky Manuel.

#### 2024
Programmation :
- Jeudi 8 août : Broederliefde
- Vendredi 9 août : Ryan Castro, Orquesta Aragón, Tsunami, Michaël Brun, Ori & The Weyes
- Samedi 10 août : Alexander Abreu Y Havana D'Primera, Ir Sais, Awilo Longomba, Michaël Brun